# Marie-Anne Leroudier
Marie-Anne Leroudier (de soltera Haug; Belfort, 28 de noviembre de 1838-Lyon, 26 de abril de 1908) fue una bordadora francesa.

## Biografía
Marie-Anne Haug asistió a escuela Saint-Charles des Brotteaux, donde destacó por su habilidad para la costura.
En 1862 se casó con el diseñador Jean Leroudier, colaborador de la casa Joseph-Albert Henry y se matriculó en lecciones de dibujo de Clothilde Alliod. Dos años después, instaló un taller de bordado especializado en restauración de tejidos antiguos que le aseguró su reputación entre los coleccionistas locales y extranjeros.
Desde 1867, participó en los principales eventos internacionales y fue galardonada con una mención de honor en la Exposición Universal de París como colaboradora de la casa Lamy y Giraud. En la Exposición Internacional de 1872 en Lyon, ganó una medalla de bronce y dos más en París. Durante la exposición de Artes Decorativas de Lyon 1884, obtuvo la medalla de oro y en 1885, obtuvo el máximo galardón otorgado al bordado en la Exposición Universal de Amberes. En la Exposición Universal de París de 1889, obtuvo la medalla de oro. En 1893, una de sus creaciones se exhibió en Chicago durante la Exposición Mundial Colombina.
En 1892, publicó un pequeño fascículo de 43 páginas titulado "La Broderie artistique".

## Muerte y reconocimientos

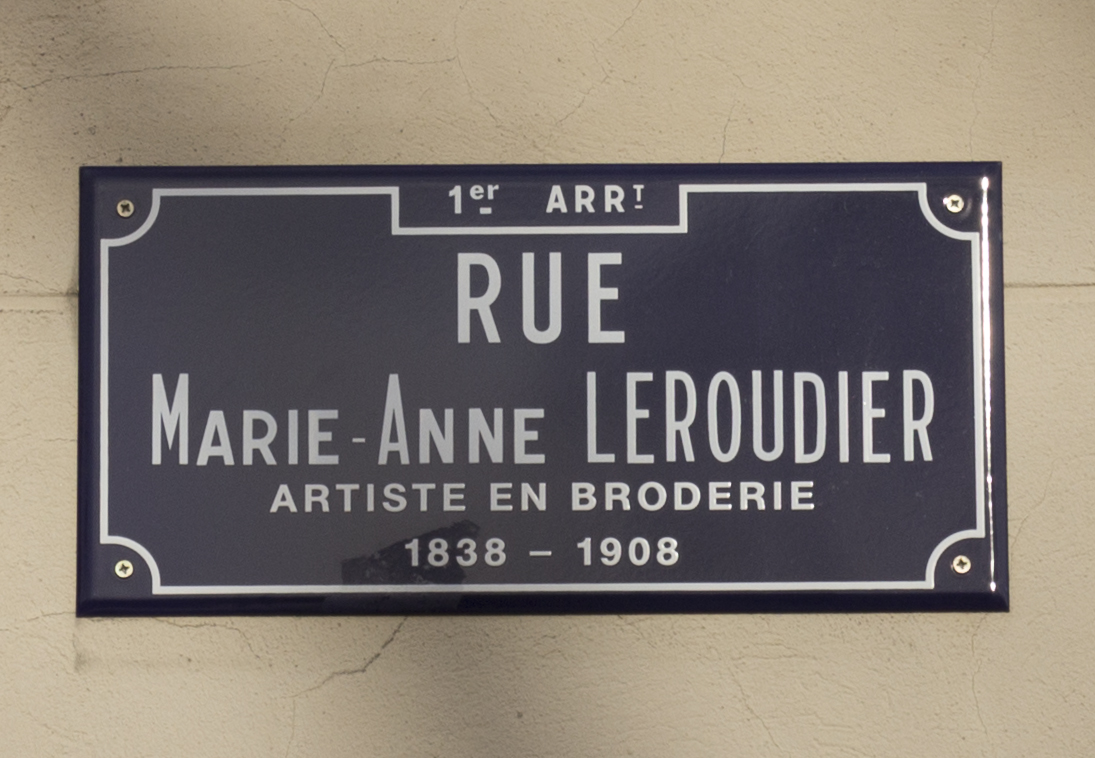

Marie-Anne Leroudier falleció en Lyon en 1908.
En el primer distrito de Lyon se nombró una calle en su honor, la rue Marie-Anne-Leroudier.